# John Breathitt
John Breathitt (9 de setembro de 1786-21 de fevereiro de 1834) foi um político dos Estados Unidos e o 11º governador de Kentucky. Ele foi o primeiro democrata que ocupou este cargo e foi o segundo governador de Kentucky a morrer no cargo. Logo após sua morte, o Condado de Breathitt no Kentucky foi criado e nomeado em sua honra.
Inicialmente Breathitt foi nomeado agrimensor adjunto no território de Illinois. Em seu retorno para Kentucky, lecionou em uma escola pública e através de bons investimentos, acumulou riqueza suficiente para sustentar-se, enquanto estudava direito com juiz Caleb Wallace. Em 1811, foi eleito para o primeiro de vários mandatos na Câmara dos Representantes do Kentucky. Ele foi o candidato democrata para vice-governador em 1828. Embora a sua companheira de chapa William T. Barry tenha perdido o cargo de governador para Thomas Metcalfe, Breathitt derrotou seu adversário para vice-governador.
Durante seu mandato como vice-governador, Breathitt foi um dos vários candidatos propostos para suceder a John Rowan no Senado dos Estados Unidos, mas a Assembléia geral encontrava-se em um impasse sobre a nomeação e o assento vagou até a próxima legislatura da Assembléia. Na próxima eleição para governador em 1832, Breathitt foi o candidato democrata. Novamente, Breathitt ganhou, mas James Turner Morehead, o candidato do Partido Whig para vice-governador derrotou o companheiro de chapa do Breathitt. Inicialmente, Breathitt gozava de popularidade pela sua oposição pública da doutrina de John C. Calhoun de anulação (teoria jurídica que um Estado tem o direito de anular ou invalidar, qualquer lei federal), mas ele não obteve bom êxito na política do estado porque os Whigs controlavam o Poder Legislativo. Ele morreu na Mansão Governamental de tuberculose em 21 de fevereiro de 1834.

## Início da vida
John Breathitt nasceu perto de New London no Condado de Henry da Virgínia em 9 de setembro de 1786. Ele era o mais velho dos cinco filhos e quatro filhas de William e Elizabeth (Whitsett) Breathitt. William Breathitt imigrou para Scotland em Maryland e, em seguida, estabeleceu-se na Virgínia. O irmão de George Breathitt era secretário particular do presidente Andrew Jackson. Um outro irmão, James, tornou-se Procurador da República para o estado de Kentucky.
Breathitt foi educado em casa e nas escolas públicas de seu estado natal. Sua família se mudou para o Condado de Logan em Kentucky em 1800, e ele continuou sua educação lá. No início da idade adulta, foi nomeado como um inspetor adjunto no território de Illinois. Ele então retornou para Kentucky para lecionar em uma escola pública. Ele investiu sua renda em compras de terras e logo acumulou riqueza suficiente para sustentar-se por alguns anos. Financeiramente estável, ele resolveu estudar direito com o juiz Caleb Wallace. Ele foi admitido para a Corte de Russellville em Kentucky em 1810, onde começou exercer advocacia.
Em 1812 Breathitt casou-se com Caroline Whitaker do Condado de Logan. O casal teve um filho e uma filha. Quando sua primeira esposa morreu, ele se casou com Susan M. Harris do Condado de Chesterfield na Virgínia. Breathitt teve outra filha com sua segunda esposa. Embora Breathitt tenha morrido aos 47 anos, ele viveu mais que suas esposas.

## Carreira política
Breathitt foi eleito para representar o Condado de Logan na Câmara de Kentucky 1811 e foi reeleito anualmente até 1815. Nas eleições para governador de 1828, os democratas escolheram William T. Barry como seu candidato a governador. Inicialmente, eles ofereceram a nomeação para vice-governador para o juiz John P. Oldham, mas este declinou, então Breathitt foi escolhido como seu substituto. Barry perdeu para Thomas Metcalfe do partido Nacional-Republicano, mas Breathitt derrotou o companheiro de chapa de Metcalfe Joseph Underwood R. por mais de mil votos.
Como Vice-Governador, Breathitt promoveu a criação de escolas públicas no estado. Em 31 de dezembro de 1829, foi eleito Presidente da sociedade educacional de Kentucky cuja missão era promover a melhoria e a difusão da educação popular pela circulação de informações, através da divulgação no púlpito, na imprensa, em endereços populares, bairros e onde fosse possível a distribuição de matéria sobre o Dia da Independência (04 de julho). Em 1833, tornou-se presidente da Common School Society do Kentucky.
Em 1831, Breathitt foi um dos vários candidatos indicados nas prévias da assembleia geral para suceder a John Rowan no Senado dos Estados Unidos. Ele recebeu 66 de 137 votos, 3 a menos da maioria necessária. Outros candidatos sem êxito incluiram John J. Crittenden (68 votos), Richard Mentor Johnson (64 votos) e Charles Anderson Wickliffe (49 votos). Após inúmeras votações a assembleia ainda não havia escolhido um candidato e a matéria foi adiada para a próxima sessão. Nessa sessão, Henry Clay foi escolhido para preencher a vaga.

### Governador de Kentucky
Em 1832, os democratas selecionaram Breathitt e Benjamin Taylor como seus candidatos a governador e vice-governador, respectivamente. Eles enfrentaram a chapa do Whig (anteriormente Nacional-Republicano) composta por Richard Aylett Buckner e James Turner Morehead. Buckner foi estigmatizado por seus ideais extremamente religiosos, incluindo a oposição pela manipulação do periódico Sunday e não conseguiu angariar o apoio de alguns dos jornais de seu próprio partido. Breathitt derrotou Buckner por pequena margem, mas Morehead derrotou o inexpressivo Taylor, companheiro de chapa do Breathitt. A eleição do Breathitt marcou a primeira vez que um democrata subiu ao governo do Kentucky. Porém a eleição foi marcada por fraude. No Condado de Oldham, o número de votos computados foi 162. Significando 9% dos eleitores do município, e esses votos foram contados pela metade em favor de Breathitt. A maioria de Kentuckinianos estavam mais preocupados com a eleição presidencial, esperando o partido Whig através de Henry Clay (nascido em Kentucky) derrotar o democrata Andrew Jackson. Por isso, também em outros pontos de votação do Estado fez vitoriosos candidatos do Partido Whig.
No início de seu mandato, Breathitt ganhou apoio dos Whigs e dos Democratas, opondo-se ações da Carolina do Sul durante a Crise de Anulação (recusa em pagar tarifas federais). A seguir Breathitt reforçou a legislação do Estado passando resoluções condenando a doutrina de anulação em 2 de fevereiro de 1833. Esta ação foi particularmente significativa pois em grande parte as justificativas de John C. Calhoun para anulação baseavam-se em resoluções de Kentucky de 1799.
Breathitt não se saiu tão bem na política do estado. Ardorosamente apoiou princípios Jacksonianos e exercia o seu poder de veto contra pontos críticos de opositores da política de terras do presidente Jackson. Deu apoiou ao desejo de Jackson em dissolver o Second Bank of the United States que, em vez disso, propôs a abertura de uma série de bancos estaduais, mas perante a maioria Whig no legislativo, ele conseguiu apenas autorização para o Louisville Bank of Kentucky. Ele também era a favor da conclusão da estrada de Ferro de Ohio e Lexington e postulou um empréstimo de US$ 300.000 do estado para o Conselho de Obras Públicas Internas para futura execução. Porém em 1833, foi aprovado um empréstimo pela metade, então a ferrovia não foi concluída até 1851. Breathitt também fazia parte do movimento da temperança (Lei Seca para álcool) em Kentucky. Em um jornal de 1832, ele culpou o consumo de álcool pela alta taxa de homicídios no estado. Quando a Sociedade de Temperança do Legislativo de Kentucky formou-se em uma reunião na Câmara de Representantes do estado em 13 de Janeiro de 1834, Breathitt foi escolhido como seu Presidente e o vice-governador Morehead serviu como um dos cinco vice-presidentes.
Breathitt morreu de tuberculose na mansão governamental em Frankfort em 21 de fevereiro de 1834. Ele foi o segundo governador de Kentucky a morrer no cargo. Primeiro enterrado no cemitério familiar Breathitt, foi posteriormente removido ao cemitério de Maple Grove em Russellville. O Condado de Breathitt em Kentucky foi fundado em 1839 e assim nomeado em sua honra. Em 5 de março de 1872, a assembleia geral de Kentucky resolveu erguer um monumento seu sobre a sua sepultura em Russellville.

## Fonte da tradução
- Este artigo foi inicialmente traduzido, total ou parcialmente, do artigo da Wikipédia em inglês cujo título é «John Breathitt».